# 富山ライトレールTLR0600形電車
富山ライトレールTLR0600形電車（とやまライトレールTLR0600がたでんしゃ）は富山ライトレールが富山港線向けに導入した路面電車車両。愛称はポートラム。2007年鉄道友の会ブルーリボン賞受賞車。2020年に富山ライトレールが富山地方鉄道に吸収合併された事に伴い、全車両が富山地方鉄道に継承され、形式名も富山地方鉄道0600形電車（とやまちほうてつどう0600がたでんしゃ）に変更されている。

## 概要
新潟トランシスで製造された2車体連節低床式路面電車で、開業に合わせて7編成が導入された。ドイツの車両製造メーカーアドトランツ（後にボンバルディア・トランスポーテーションに吸収）のブレーメン形超低床電車を元にライセンス生産されたもので、同様の車両に熊本市交通局9700形電車、岡山電気軌道9200形電車、万葉線1000形電車（通称アイトラム）、熊本市交通局0800形電車、富山地方鉄道9000形電車（通称セントラム）がある。特に高岡市と射水市を走る万葉線1000形とは前面以外はほぼ同一設計であり、同社の運用面でのさまざまな事象が参考にされている。2006年3月23日に第一陣としてアクセントカラーが赤の編成（TLR0601）が搬入され、30日に最後の搬入が行われた。
愛称は、2005年に一般公募で付けられた「ポートラム（PORTRAM）」。これは「港」（＝port）と「路面電車」（＝tram）を組み合わせた造語である。

## 車両概説

### 外観
立山の新雪をイメージした白を基調とし、フロントウインドシールドの下縁部と乗降口の周囲には、虹にちなんだ7色の異なるアクセントカラーが編成ごとに施されている。増備車であるTLR0608編成は、「都会的」「未来的」を表す銀色をアクセントカラーとしている。
形式は0600形であるが、車体に表記されている車号の「TLR」とは「Toyama Light Rail」のイニシャルで、下1桁の数字には前記の色順に1から7までが割り当てられている。末尾アルファベットAの車両が岩瀬浜駅方でパンタグラフを備えており、Bが富山駅停留場方である。
マスコットキャラクターとして、富山県立富山北部高等学校情報デザイン科の生徒によりデザインされた、ネコと電車をモチーフとする「とれねこ」がある。開業時の編成数と同じ「7匹」がおり、編成に対応してそれぞれ特徴と性格が設定されている。
編成・カラー・キャラクター
TLR0601編成 - 赤、「ここ」くん
TLR0602編成 - 橙、「もぐ」くん
TLR0603編成 - 黄、「はな」ちゃん
TLR0604編成 - 黄緑、「ゆう」くん
TLR0605編成 - 緑、「えこ」くん
TLR0606編成 - 青、「るーく」くん
TLR0607編成 - 紫、「すーぴー」くん
TLR0608編成 - 銀

### 内装・機器類
連接部はロングシート、その他はボックスシートを採用した。運転台後部の出入口部分は車椅子スペース兼折り畳み式補助席。ボックスシートは通路を挟んで2人掛けシートと1.5人掛けシートが並ぶ変則的な配置で、1.5人掛けシートを向かい合わせに配置した区画はボックス1区画につき着席定員3名でカウントされている。なお、2015年3月の北陸新幹線金沢延伸開業に合わせ、シートモケットの張り替えが施された。直通運転を行う富山地方鉄道富山軌道線と同様に、乗客が押す「停車ボタン」が設けられている。
バックミラーを装備しない代わりに、車体外部にCCDカメラを搭載して左右後方の映像を運転台の液晶モニターに表示。このカメラは運転台の側面上部にある耳のような張り出しの中に埋め込まれている。また乗車用ドアの対面の天井付近にもカメラが設置されている。
運転台と客室との境界には、中央に案内用の液晶パネルが設置されているが、その両側は開放されており遮光幕もない（蛍光灯の映りこみ防止のための遮光板が車椅子スペース側の天井に設置されている）。そのため昼夜とも前方・後方展望は良好である。なお液晶パネルには、停車駅や運賃などの基本的な情報が常時表示されるが、特別仕様での運行時などには、車両や「とれねこ」を素材としたイメージが表示されることがある。
各扉部の天井には松下電工（現・パナソニック電工）製のLED出入台灯が設置されており、扉の開閉にあわせて点滅するようになっている。
警笛のほかフートゴングも装備されており、こちらは発車直前を知らせる際などに使用される。
また、専用軌道区間（鉄道事業区間）では、常置信号機を使用した自動閉塞式による閉塞運転となるため、列車が停止信号を越えた時と速度超過時には非常ブレーキを掛ける自動列車停止装置のATS-SW形を搭載している。

## 運用
同社開業の2006年（平成18年）4月29日より営業運転を開始した。ラッシュ時も含め常時すべての編成が使われているわけではなく、ローテーションでの運用ではあるが、デ9000形やT100形との共通運用とされている。
2018年5月に、2020年3月の路面電車南北接続に合わせ、1編成の増備予定を発表した。翌2019年3月16日、8編成目となるTLR0608編成を導入し、3月22日より運行を開始した。
2020年2月22日、富山ライトレールが富山地方鉄道に吸収合併され、富山地方鉄道の車両となった。また、この時にTLR0600形より0600形に形式名が変更され、車体外部に表記の車両番号より”TLR”が消去された。